# Lori (Vorname)
Lori ist ein weiblicher Vorname und eine Kurzform zu Loretta.

## Namensträger
- Lori Bowden (* 1967), kanadische Triathletin
- Lory Del Santo (* 1958), italienische Schauspielerin
- Lori Freedman (* 1958), kanadische (Bass-)Klarinettistin und Komponistin
- Lori Fung (* 1963), kanadische Turnerin
- Lori Handeland (* 1961), US-amerikanische Liebesroman-Autorin
- Lori Heuring (* 1973), US-amerikanische Schauspielerin
- Lori Leux (1893–1964), deutsche Schauspielerin
- Lori Lieberman (* 1951), US-amerikanische Sängerin
- Lori Lindsey (* 1980), US-amerikanische Fußballspielerin
- Lori Loughlin (* 1964), US-amerikanische Schauspielerin
- Lori Ludwig (1924–1986), deutsche Schriftstellerin
- Lory Maier-Smits (1893–1971), deutsche Eurythmistin
- Lori March (1923–2013), US-amerikanische Schauspielerin
- Lori Martin (1947–2010), US-amerikanische Schauspielerin
- Lori McNeil (* 1963), US-amerikanische Tennisspielerin
- Lori Mountford (* 1959), US-amerikanische Curlerin
- Lori Nichol, kanadische Eiskunstlauftrainerin und Choreografin
- Lori Petty (* 1963), US-amerikanische Schauspielerin
- Lori Singer (* 1957), US-amerikanische Schauspielerin
- Lori Trahan (* 1973), US-amerikanische Politikerin
- Lori Wallach (* 1965), US-amerikanische Rechtsanwältin
- Lori-Ann Muenzer (* 1966), kanadische Bahnradsportlerin
- Lori-Lynn Leach (* 1968), kanadische Triathletin

### Fiktive Namensträger
- Lori Loud, Schwester von Lincoln Loud in der Zeichentrickserie Willkommen bei den Louds